# طواف بلجيكا 2016
طواف بلجيكا 2016 (بالإنجليزية: 2016 Tour of Belgium)‏ هو سباق دراجات هوائية، وهو الموسم رقم 86 من نفس السباق، وأقيم خلال الفترة 25 مايو 2016، وحتى 29 مايو 2016، وامتدّ لمسافة 764.8 كيلومتر، وهو أحد سباقات طواف أوروبا للدراجات 2016، وهو من نوع سباق المرحلة، وقد شارك في السباق 172 متسابقاً.
فاز فيه بالمركز الأول درايس ديفينينز.

## المراحل
| قائمة المراحل | قائمة المراحل | قائمة المراحل              | قائمة المراحل | قائمة المراحل | قائمة المراحل   | قائمة المراحل  |
| المرحلة       | التاريخ       | الدورة                     |               | المسافة (كم)  | الفائز بالمرحلة | القائد العام   |
| ------------- | ------------- | -------------------------- | ------------- | ------------- | --------------- | -------------- |
| Prologue      | 25 مايو       | بيفيرن – بيفيرن            | ضد الساعة     | 6             | فاوت فان آرت    | فاوت فان آرت   |
| 1             | 26 مايو       | Buggenhout ‏ – كنوكه- هايست | مرحلة مستوية  | 177.3         | إدوارد ثيونس    | فاوت فان آرت   |
| 2             | 27 مايو       | كنوكه- هايست – Herzele ‏    | مرحلة مستوية  | 200.4         | درايس ديفينينز  | درايس ديفينينز |
| 3             | 28 مايو       | فيرفييتوا – فيرفييتوا      | مرحلة جبلية   | 206.9         |                 | درايس ديفينينز |
| 4             | 29 مايو       | Tremelo ‏ – تونغرين         | مرحلة مستوية  | 174.2         | Zico Waeytens ‏  | درايس ديفينينز |

## الفائزون
| الترتيب | الفائز         |
| ------- | -------------- |
| الفائز  | درايس ديفينينز |

## وصلات خارجية
- الموقع الرسمي
- طواف بلجيكا 2016 على موقع إحصائيات الدراجات الإحترافية (الإنجليزية)